# National cykelrute 6 Esbjerg - København
National cykelrute 6 Esbjerg - København (N6) er en af Danmarks nationale cykelruter. Den 330 km lange rute kaldes uofficielt for Englandsruten, omend Englandsbåden ikke har sejlet fra Esbjerg siden 2014. Der er derfor nu formentlig færre britiske cykelturister, som kører ad ruten til København. Cykelrute 6 kan dog også benyttes som en forbindelse mellem andre nationale cykelruter.
På vejen mod hovedstaden krydser N6 således blandt andet Hærvejsruten, Østkystruten og Østersøruten. I 2017 gik 5 kommuner på Fyn da også sammen om at forny afmærkningen af ruten for at styrke cykelturismen på Fyn og N6's rolle som forbindelsesled mellem det nationale cykelrutenet i Jylland og på Sjælland. Samtidig kan N6 på Fyn kombineres med den nyetablerede Østersørute (N8), hvis man vil lave en rundtur. Tilsvarende har Esbjerg kommune i 2017 modtaget midler fra Cykelpuljen til at forbedre skiltningen af N6 i kommunen.
Følger man National cykelrute 6 hele vejen på tværs af Danmark fra Esbjerg havn til rådhuspladsen i København, passerer man undervejs blandt andet Koldinghus, Den gamle Lillebæltsbro, H.C. Andersens Odense, Trelleborg ved Slagelse og domkirken i Roskilde. For at krydse Storebælt må man med toget mellem Nyborg og Korsør. 